# Beacon Square
Beacon Square es un lugar designado por el censo ubicado en el condado de Pasco en el estado estadounidense de Florida. En el Censo de 2010 tenía una población de 7.224 habitantes y una densidad poblacional de 1.365,92 personas por km².

## Geografía
Beacon Square se encuentra ubicado en las coordenadas 28°12′40″N 82°45′3″O / 28.21111, -82.75083. Según la Oficina del Censo de los Estados Unidos, Beacon Square tiene una superficie total de 5.29 km², de la cual 5.2 km² corresponden a tierra firme y (1.76%) 0.09 km² es agua.

## Demografía
Según el censo de 2010, había 7.224 personas residiendo en Beacon Square. La densidad de población era de 1.365,92 hab./km². De los 7.224 habitantes, Beacon Square estaba compuesto por el 90.23% blancos, el 3.13% eran afroamericanos, el 0.3% eran amerindios, el 1.58% eran asiáticos, el 0.04% eran isleños del Pacífico, el 2.24% eran de otras razas y el 2.48% pertenecían a dos o más razas. Del total de la población el 9.94% eran hispanos o latinos de cualquier raza.